# EDTA
EDTA (z ang. ethylenediaminetetraacetic acid), kwas wersenowy – organiczny związek chemiczny, kwas polikarboksylowy i jednocześnie α-aminokwas. Z mocnymi wodorotlenkami tworzy sole werseniany. Jest szeroko stosowanym czynnikiem kompleksującym wiele kationów metali (Ca2+
, Mg2+
, Fe3+
), zwykle w postaci soli disodowej (wersenian disodowy) ze względu na jej większą rozpuszczalność w wodzie (tzw. komplekson III).

## Otrzymywanie
EDTA otrzymywane jest w formie soli tetrasodowej przez alkilowanie etylenodiaminy. Przemysłowo istotne procesy to:
- H
2NCH
2CH
2NH
2 + 4ClCH
2COOH + 8NaOH → (NaOOCCH
2)
2NCH
2CH
2N(CH
2COONa)
2 + 4NaCl + 8H
2O

Była to pierwsza metoda produkcji EDTA. Produkt tego procesu jest zanieczyszczony NaCl i wymaga dodatkowego oczyszczania. metoda ta nie jest już wykorzystywana przemysłowo.
- H
2NCH
2CH
2NH
2 + 4HCHO + 4NaCN + 4H
2O → (NaOOCCH
2)
2NCH
2CH
2N(CH
2COONa)
2 + 4NH
3↑

Jest to metoda najczęściej stosowana. Powstający amoniak ulega częściowo cyjanometylowaniu, co prowadzi do tworzenia się zanieczyszczeń, które jednak nie zaburzają większości procesów chelatacji za pomocą EDTA.
- Proces podobny do wyżej przedstawionego alkalicznego cyjanometylowania etylenodiaminy, ale rozdzielony na dwa etapy[6]:

H
2NCH
2CH
2NH
2 + 4HCHO + 4NaCN → (NCCH
2)
2NCH
2CH
2N(CH
2CN)
2 + 4H
2O
Otrzymany nitryl jest wydzielany, przemywany i poddawany hydrolizie:
(NCCH
2)
2NCH
2CH
2N(CH
2CN)
2 + 4NaOH + 4H
2O → (NaOOCCH
2)
2NCH
2CH
2N(CH
2COONa)
2 + 4NH
3↑
W metodzie tej wyeliminowane jest powstawanie większości zanieczyszczeń.

## Zastosowania EDTA i jego soli

Kompleks chelatowy EDTA z jonem metalu (M)

Ważnym zastosowaniem EDTA jest maskowanie jonów metali – na przykład bizmutu, chromu(III), cynku, cyrkonu, glinu, kadmu, kobaltu, magnezu, miedzi, niklu, ołowiu, toru, wanadu, żelaza(III) – które jest możliwe w wyniku tworzenia z nimi kompleksów chelatowych. Właściwości chelatujące kwasu wersenowego są na tyle silne, że tworzy on kompleksy nawet z berylowcami.
Zestawienie zastosowań EDTA i jego soli:
- odczynnik kompleksujący w chemii analitycznej
- środek konserwujący żywność (wiązanie metali ciężkich – kofaktorów niepożądanych enzymów)
- składnik roztworów buforowych
- zapobieganie pozaustrojowemu krzepnięciu krwi (wiązanie wapnia)
- stosowany jako odtrutka w zatruciach metalami ciężkimi
- stosowany w nawozach mikroelementowych
- inhibitor metaloproteaz
- składnik uzdatniaczy wody w akwarystyce
- składnik niektórych mydeł
- hamuje karbapenemazy

| Ag+  | 7,3  |      | Al3+ | 16,3 |      | Ba2+ | 7,9  |  | Be2+ | 8,7 |
| Bi3+ | 27,8 | Ca2+ | 10,7 | Ce3+ | 16,0 | Cd2+ | 16,5 |  |      |     |
| Cf3+ | 19,1 | Co2+ | 16,3 | Co3+ | 36,0 | Cr2+ | 13,0 |  |      |     |
| Cr3+ | 23,4 | Cu+  | 8,5  | Cu2+ | 18,8 | Eu2+ | 10,2 |  |      |     |
| Eu3+ | 17,4 | Fe2+ | 14,3 | Fe3+ | 25,1 | Hg2+ | 21,7 |  |      |     |
| K+   | 0,5  | La3+ | 15,5 | Li+  | 2,8  | Mg2+ | 8,8  |  |      |     |
| Mn2+ | 13,9 | Na+  | 1,8  | Ni2+ | 18,6 | Pb2+ | 18,0 |  |      |     |
| Sc3+ | 23,1 | Sr2+ | 8,7  | Y3+  | 18,1 | Zn2+ | 16,5 |  |      |     |